# Zbigniew Chudzikiewicz
Zbigniew Mikołaj Chudzikiewicz (ur. 10 września 1909 w Krakowie, zm. 13 kwietnia 1991 tamże) – polski architekt, profesor ASP w Krakowie.

## Życiorys
Urodził się w rodzinie Józefa (1872–1972) i Marii z Żeglikowskich (1880–1920). Studiował na Wydziale Architektury Politechniki Lwowskiej, w 1937 r. uzyskał tytuł inżyniera, architekta. W 1938 r. zajmował się budową kolejki na Gubałówkę w Zakopanem. Później pracował w Towarzystwie Budowy i Eksploatacji Mieszkań Pracowników Kolejowych w Warszawie. Realizował też budowę osiedla mieszkaniowego w Rumii k. Gdyni. 
Po wojnie zajmował się sztuką użytkową. Pracę pedagogiczną rozpoczął w 1946 r. w Wyższej Szkole Sztuk Plastycznych w Krakowie. W latach 1949–1954 pracował jako projektant w krakowskim biurze architektonicznym Miastoprojekt. W 1963 r. jako prorektor krakowskiej ASP przedstawił na forum Rady Wyższego Szkolnictwa Artystycznego projekt utworzenia Wydziału Form Przemysłowych na Akademii Sztuk Pięknych w Krakowie. Była to pierwsza w Polsce jednostka dydaktyczna z autonomicznym programem kształcenia w zakresie wzornictwa przemysłowego. 
Członek Rady Wzornictwa i Estetyki Produkcji Przemysłowej. Członek Rady Naukowej Instytutu Wzornictwa Przemysłowego w Warszawie (od 1971 r. przewodniczący), członek Komisji Urbanistyki i Architektury krakowskiego oddziału PAN. Członek Rady Wyższego Szkolnictwa Artystycznego (1963–1972).
Od 16 listopada 1963 r. był mężem Barbary Wandy hr. Morstin h. Leliwa (1923–2014).
Zmarł w Krakowie, pochowany na cmentarzu Rakowickim (kwatera IIB-wsch-po lewej grobu Gałuszkiewicza).

## Ordery i odznaczenia
- Krzyż Oficerski Orderu Odrodzenia Polski (1972)
- Krzyż Kawalerski Orderu Odrodzenia Polski (1964)
- Medal 10-lecia Polski Ludowej (1955)[5]
- Medal Komisji Edukacji Narodowej[6]
- Złota Odznaka „Za Pracę Społeczną dla miasta Krakowa” (1972)[7]

Źródło:.